# Aerodynamika

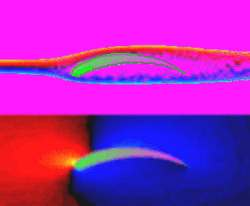
Komputerowe symulacje procesów aerodynamicznych, kształt strumienia gazów opływających płat skrzydła i rozkład ciśnień wokół niego

Aerodynamika (z greckiego: aēr dpn. aéros – „powietrze” i dynamikós – „mający siłę, silny”) – dział fizyki, mechaniki płynów, zajmujący się badaniem zjawisk związanych z ruchem gazów, a także ruchu ciał stałych w ośrodku gazowym i sił działających na te ciała.
Ze względu na metody badawcze wyróżnia się aerodynamikę teoretyczną i doświadczalną. W aerodynamice doświadczalnej stosuje się często tak zwany tunel aerodynamiczny, czyli komorę umożliwiającą symulację rzeczywistych zjawisk zachodzących podczas ruchu obiektów w ośrodku gazowym.
Z uwagi na prędkości przepływów rozróżnia się aerodynamikę małych prędkości oraz aerodynamikę dużych prędkości.
Dział aerodynamiki zajmujący się ruchem ciał w rozrzedzonych gazach, np. w górnych warstwach atmosfery, to aerodynamika molekularna.
Z uwagi na zastosowania wyróżnia się aerodynamikę lotniczą, przemysłową i inne.
Stosowana jest w technice lotniczej, przy projektowaniu pojazdów (np. samochodów), przy projektowaniu maszyn i urządzeń z elementami ruchomymi, a także przy projektowaniu wysokich budowli.